# Diacra capraecornis
Diacra capraecornis är en insektsart som beskrevs av Dlabola 1984. Diacra capraecornis ingår i släktet Diacra och familjen dvärgstritar. Inga underarter finns listade i Catalogue of Life.